# François Lake Park
François Lake Park är en park i Kanada.   Den ligger i provinsen British Columbia, i den centrala delen av landet, 3 600 km väster om huvudstaden Ottawa. François Lake Park ligger 996 meter över havet. Den ligger vid sjön François Lake.
Terrängen runt François Lake Park är kuperad. Trakten runt François Lake Park är nära nog obefolkad, med mindre än två invånare per kvadratkilometer.. Det finns inga samhällen i närheten. 